# Philenora parva
Philenora parva là một loài bướm đêm thuộc phân họ Arctiinae, họ Erebidae.